# Adalid Puerto
José Adalid Puerto (Olanchito, 14 settembre 1979) è un ex calciatore honduregno, di ruolo portiere.

## Carriera

### Club
Comincia a giocare al Platense. Nell'estate 2008 si trasferisce alla Real Juventud. Nel gennaio 2009 rientra al Platense. Nell'estate 2009 passa al Marathón. Nel 2010 torna al Platense, con cui conclude la propria carriera nel 2014.

### Nazionale
Ha debuttato in Nazionale il 16 agosto 2006, in Venezuela-Honduras (0-0). Ha partecipato, pur senza scendere mai in campo, alla Gold Cup 2007. Ha collezionato in totale, con la maglia della Nazionale, 2 presenze e una rete subita.

## Statistiche

### Cronologia presenze e reti in Nazionale
| Cronologia completa delle presenze e delle reti in nazionale ― Honduras | Cronologia completa delle presenze e delle reti in nazionale ― Honduras | Cronologia completa delle presenze e delle reti in nazionale ― Honduras | Cronologia completa delle presenze e delle reti in nazionale ― Honduras | Cronologia completa delle presenze e delle reti in nazionale ― Honduras | Cronologia completa delle presenze e delle reti in nazionale ― Honduras | Cronologia completa delle presenze e delle reti in nazionale ― Honduras | Cronologia completa delle presenze e delle reti in nazionale ― Honduras |
| Data                                                                    | Città                                                                   | In casa                                                                 | Risultato                                                               | Ospiti                                                                  | Competizione                                                            | Reti                                                                    | Note                                                                    |
| ----------------------------------------------------------------------- | ----------------------------------------------------------------------- | ----------------------------------------------------------------------- | ----------------------------------------------------------------------- | ----------------------------------------------------------------------- | ----------------------------------------------------------------------- | ----------------------------------------------------------------------- | ----------------------------------------------------------------------- |
| 16-8-2006                                                               | Maracay                                                                 | Venezuela                                                               | 0 – 0                                                                   | Honduras                                                                | Amichevole                                                              | -0                                                                      | 57’                                                                     |
| 10-10-2006                                                              | Atlanta                                                                 | Honduras                                                                | 2 – 1                                                                   | Guatemala                                                               | Amichevole                                                              | -1                                                                      | 59’                                                                     |
| Totale                                                                  |                                                                         | Presenze                                                                | 2                                                                       |                                                                         | Reti                                                                    | -1                                                                      |                                                                         |